# Raphaël Lessard
Raphaël Lessard (16 ottobre 2001) è uno sciatore alpino canadese, vincitore della Nor-Am Cup nel 2025.

## Biografia
Specialista delle prove veloci attivo dall'ottobre del 2017, Lessard ha esordito in Nor-Am Cup il 5 dicembre 2018 a Lake Louise in discesa libera (18º) e ai Mondiali juniores di Panorama 2022 ha vinto la medaglia d'oro nella gara a squadre; in Nor-Am Cup il 7 gennaio 2023 ha conquistato a Burke Mountain in supergigante il primo podio (3º) e l'11 dicembre 2024 la prima vittoria, a Panorama nella medesima specialità. Ha debuttato in Coppa del Mondo il 7 marzo 2025 a Kvitfjell in discesa libera (46º) e in quella stessa stagione 2024-2025 ha vinto la Nor-Am Cup generale; non ha preso parte a rassegne olimpiche o iridate.

## Palmarès

### Mondiali juniores
- 1 medaglia:
  - 1 oro (gara a squadre a Panorama 2022)

### Coppa Europa
- Miglior piazzamento in classifica generale: 45º nel 2025
- 1 podio:
  - 1 vittoria

#### Coppa Europa - vittorie
| Data            | Località  | Paese   | Specialità |
| --------------- | --------- | ------- | ---------- |
| 13 gennaio 2025 | Pass Thun | Austria | SG         |

Legenda:

SG = supergigante

### Nor-Am Cup
- Vincitore della Nor-Am Cup nel 2025
- Vincitore della classifica di discesa libera nel 2025
- Vincitore della classifica di supergigante nel 2025
- 10 podi:
  - 5 vittorie
  - 4 secondi posti
  - 1 terzo posto

#### Nor-Am Cup - vittorie
| Data             | Località  | Paese       | Specialità |
| ---------------- | --------- | ----------- | ---------- |
| 11 dicembre 2024 | Panorama  | Canada      | SG         |
| 8 febbraio 2025  | Kimberley | Canada      | SG         |
| 9 febbraio 2025  | Kimberley | Canada      | SG         |
| 12 marzo 2025    | Sugarloaf | Stati Uniti | DH         |
| 14 marzo 2025    | Sugarloaf | Stati Uniti | SG         |

Legenda:

DH = discesa libera

SG = supergigante